# Leonardo Jardim
José Leonardo Nunes Alves Sousa Jardim (Barcelona, 1 augustus 1974) is een Portugees voetbaltrainer. In november 2024 werd hij aangesteld als trainer van Al Ain.

## Carrière
Jardim werd geboren in Venezuela als kind van Portugese ouders. Hij besloot al vroeg coach te worden. Hij werd in 2001 op 27-jarige leeftijd assistent-trainer van Camacha, waarvan hij twee jaar later hoofdtrainer werd. Hij stapte in 2008 via Chaves over naar Beira-Mar, waarmee hij promotie af wist te dwingen naar de Primeira Liga. Na een serie van slechte wedstrijden besloot hij op de helft van het seizoen af te treden. Jardim tekende in mei 2011 een verbintenis bij Braga, waarmee hij derde werd in de competitie. De club wist dat seizoen onder hem vijftien keer op rij te winnen. Na een geschil met de president van de club, vertrok hij naar Olympiakos. Dat onthief hem op 19 januari 2013 uit zijn taken, ondanks een eerste plek in de competitie. In de zomer van 2013 stelde Sporting CP hem aan, waar hij tekende voor twee seizoenen. Nadat hij Sporting in zijn tweede seizoen het UEFA Champions League-seizoen van 2014/15 in had geholpen, vertrok hij naar AS Monaco, dat in hetzelfde seizoen uitkwam in de UEFA Champions League.
In zijn derde seizoen (2016/17) als hoofdtrainer van AS Monaco leidde hij de ploeg naar de achtste landstitel in de clubgeschiedenis, ten koste van titelverdediger Paris Saint-Germain. Na een aarzelende start met een 2–2 gelijkspel tegen Guincamp, zette de club een serie neer met een 3–1 zege tegen Paris Saint-Germain op 28 augustus als hoogtepunt. In de 4-4-2–formatie van Jardim was veel vrijheid weggelegd voor de vleugelverdedigers Djibril Sidibé en Benjamin Mendy en een belangrijke rol voor middenvelders Fabinho en Tiémoué Bakayoko, de laatste twee vormden een soort schild voor de defensie. Van groot belang ook was de inbreng van aanvaller Radamel Falcao, die met 21 doelpunten opleefde na mindere jaren in de Engelse Premier League. Samen met Kylian Mbappé nam hij ruim de helft van de doelpuntenproductie voor zijn rekening. Dankzij een 2–0 zege op Saint-Étienne stelden de Monegasken op 17 mei 2017 op de voorlaatste speeldag van het seizoen hun achtste kampioenschap veilig. "Dit is het mooiste seizoen uit de clubhistorie", zei trainer Jardim na afloop. "We hebben de halve finale van de UEFA Champions League gehaald, stonden in de finale van de Coupe de la Ligue en hebben nu de landstitel gepakt." Jardim behaalde de eerste grote prijs uit zijn trainersloopbaan. "Het is geweldig om een prijs te winnen met een team dat niet favoriet is."
Nadat hij in oktober 2018 werd ontslagen, stelde AS Monaco hem in januari 2019 weer aan. Op 28 december 2019 werd hij wederom ontslagen door AS Monaco. Hij werd verantwoordelijk gehouden voor de wisselvallige resultaten, maar werd ook geslachtofferd vanwege zijn moeilijke relatie met eigenaar Dimitri Rybolovlev. Ruim anderhalf jaar later vond hij in Al-Hilal een nieuwe werkgever. In Saoedi-Arabië tekende hij voor een seizoen met de optie voor een volgend seizoen. Met Al-Hilal won Jardim de belangrijkste Aziatische clubprijs, de AFC Champions League, waarin op 23 november 2021 de finale met 2–0 werd gewonnen van Pohang Steelers.
In 2022 werd hij trainer van Shabab Al-Ahli in de Verenigde Arabische Emiraten. Een jaar later tekende Jardim bij Al-Rayyan in Qatar. In november 2024 werd hij aangesteld als trainer van Al Ain.

## Erelijst
| Competitie                     |         |         |
| Competitie                     | Aantal  | Jaren   |
| Camacha                        | Camacha | Camacha |
| ------------------------------ | ------- | ------- |
| Taça da Madeira                | 1       | 2003/04 |
| Beira-Mar                      |         |         |
| Segunda Liga                   | 1       | 2009/10 |
| Olympiakos                     |         |         |
| Super League                   | 1       | 2012/13 |
| Kupello Ellados                | 1       | 2012/13 |
| AS Monaco                      |         |         |
| Ligue 1                        | 1       | 2016/17 |
| Al-Hilal                       |         |         |
| Saudi Pro League               | 1       | 2021/22 |
| Saudi Super Cup                | 1       | 2021    |
| AFC Champions League           | 1       | 2021    |
| Shabab Al Ahli                 |         |         |
| UAE Pro League                 | 1       | 2022/23 |
| Individueel                    |         |         |
| Ligue 1 – Trainer van het Jaar | 1       | 2016/17 |